# Wardichthys
Wardichthys cyclosoma
Genre
Espèce
Wardichthys est un genre fossile de poissons à nageoires rayonnées de la famille fossile des Platysomidae (ordre fossile des Palaeonisciformes). Une seule espèce est connue, Wardichthys cyclosoma, qui a vécu lors du Asbien du Mississippien moyen du Carbonifère inférieur.

## Description
Ramsay Traquair donne la description suivante dans sa publication de 1875 :

« Corps plat, presque circulaire, dos très arqué ; nageoires dorsale et anale petites et opposées, la première apparaissant bien en arrière du point culminant de l'arc dorsal arrondi et s'étendant jusqu'au pédicule caudal. Nageoires pectorales, ventrales et caudales inconnues, la dernière probablement hétérocerque. Écailles ornées extérieurement de fins tubercules, qui fusionnent souvent en courtes crêtes transversales. Museau court et arrondi ; orbite bien en avant ; os crâniens ornés de fines crêtes ou stries flexueuses. »

## Classification
Le genre Wardichthys et l'espèce Wardichthys cyclosoma sont créés et décrits en 1875 par le naturaliste et paléontologue écossais Ramsay Traquair (1840-1912),.

### Fossiles
Selon Paleobiology Database (6 juillet 2025), le nombre de collections de fossiles référencées est de quatre, toutes venant de l'Écosse.

### Étymologie
Le nom générique, Wardichthys, est la combinaison de Ward[ie], en référence à la formation Wardie (en) où ont été découverts les fossiles, et du suffixe -ichthys dérivé du grec ancien ἰχθύς (ikhthús), « poisson ».

### Publication originale
- (en) R. H. Traquair, « On some Fossil Fishes from the Neighbourhood of Edinburgh », Annals and Magazine of Natural History, Londres, 4e série, vol. 15, no 88,‎ avril 1875, p. 258-268 (ISSN 0374-5481, lire en ligne, consulté le 6 juillet 2025).